# Panten
Panten là một đô thị thuộc huyện Lauenburg, trong bang Schleswig-Holstein, nước Đức. Đô thị Panten có diện tích 13,83 km², dân số thời điểm 31 tháng 12 năm 2006 là 689 người.